# Distrofia macular de Carolina del Norte
La distrofía macular de Carolina del Norte, es una enfermedad ocular hereditaria muy rara que se transmite según un patrón de herencia autosómico dominante. Los síntomas no son progresivos, se detectan en la infancia y alcanzan su máxima intensidad en la adolescencia, consisten en pérdida de agudeza visual que afecta sobre todo a la parte central del campo visual. Se han detectado varias mutaciones que pueden provocar el mal, una de ellas afecta el gen MCDR1, situado en el cromosoma 4. Se manifiesta por afectación de la región central de retina, la zona conocida como mácula, que es la que permite la visión fina y donde existe la mayor concentración de células sensibles a la luz, que son los conos y los bastones. Es un trastorno muy raro que se presenta con una frecuencia inferior a un caso por cada 1.000.000 de nacimientos. La primera descripción fue realizada por Lefler y alumnos en 1971, presentando varios casos en miembros de 4 generaciones de una misma familia residente en Carolina del Norte de ascendencia irlandesa, posteriormente se han detectado casos en Europa, Asia y América del Sur. Hasta el momento no existe ningún tratamiento que pueda curar la afección.